# Shougang Group
Shougang Group («Шоуган Груп») — китайская сталелитейная группа, один из крупнейших в мире производителей стали (включая стальные листы и пластины). Штаб-квартира расположена в Пекине. В списке крупнейших компаний мира Fortune Global 500 за 2021 год заняла 411-е место.

## История
История компании началась в 1919 году со сталелитейного завода в пекинском районе Шицзиншань. С образованием КНР рост компании ускорился, в отличие от других сталелитейных компаний страны она была поставлена в подчинение городской администрации, а не министерству металлургии. В 1978 году выплавка стали составляла 1,8 млн тонн, в 1994 году достигла 8,3 млн тонн. В 1992 году была куплена железорудная шахта на юге Перу (Marcona mine).
В 2005 году начался перенос производственных мощностей из Пекина в город Цаофэйдянь (провинция Хэбэй), в 2009 году пекинский комбинат был закрыт (на его месте разбит парк Шоуган, а один из цехов переделан в лыжный трамплин «Биг-эйр Шоуган»). В 2011 году начал работу сталелитейный комбинат компании в Малайзии (Eastern Steel, совместное предприятие с Hiap Teck Venture Berhad). В 2015 году была куплена компания Jingtang Iron & Steel.

## Деятельность
Объём производства стали на сталелитейных комбинатах группы в 2020 году составил 34 млн тонн, что соответствовало девятому месту в мире и шестому в КНР.

## Дочерние компании
В состав группы входят пять публичных дочерних компаний:
- Beijing Shougang Co., Ltd.[англ.] — производство стальных труб и листовой стали для автомобильной промышленности; штаб-квартира в Пекине, листинг на Шэньчжэньской фондовой бирже[6].
- Shoucheng Holdings Ltd. — управление инвестиционными фондами и услуги автопарковки; штаб-квартира в Гонконге[7].
- Shougang Century Holdings Ltd. — производство стальных тросов, изделий из меди и латуни; штаб-квартира в Гонконге[8].
- Shougang Concord Grand (Group) Ltd. — лизинг транспортных средств и различного оборудования, сдача в аренду недвижимости, управление активами; штаб-квартира в Гонконге[9].
- Shougang Fushan Resources Group Ltd. — добыча и переработка угля; штаб-квартира в Гонконге[10].

Добычу железной руды ведёт дочерняя компания Shougang Hierro Peru (Маркона). Добыча выросла с 3 млн т в 1992 году до 11,12 млн т в 2015 году.

## Наследие
На месте исторического пекинского завода Shougang Group разбит индустриальный парк Шоуган. Многие производственные цеха сохранили свой внешний вид, но перестроены под спортивные объекты, офисные и торговые помещения. В декабре 2021 года для обслуживания парка введена в эксплуатацию станция метро «Парк Шоуган».
В 2019 году в Пекине был открыт стальной вантовый мост Шоуган, названный в честь компании Shougang Group.

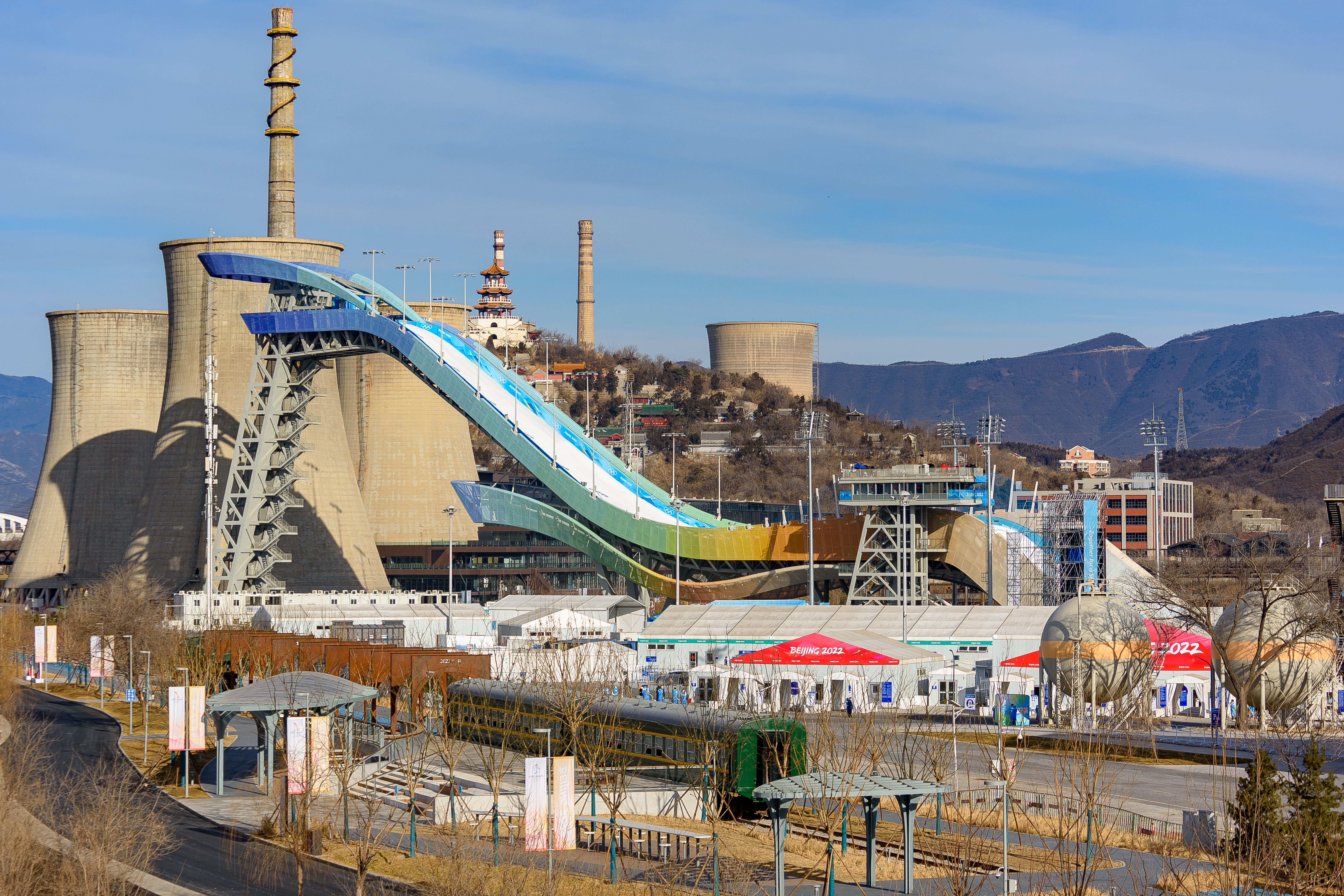
Лыжный трамплин
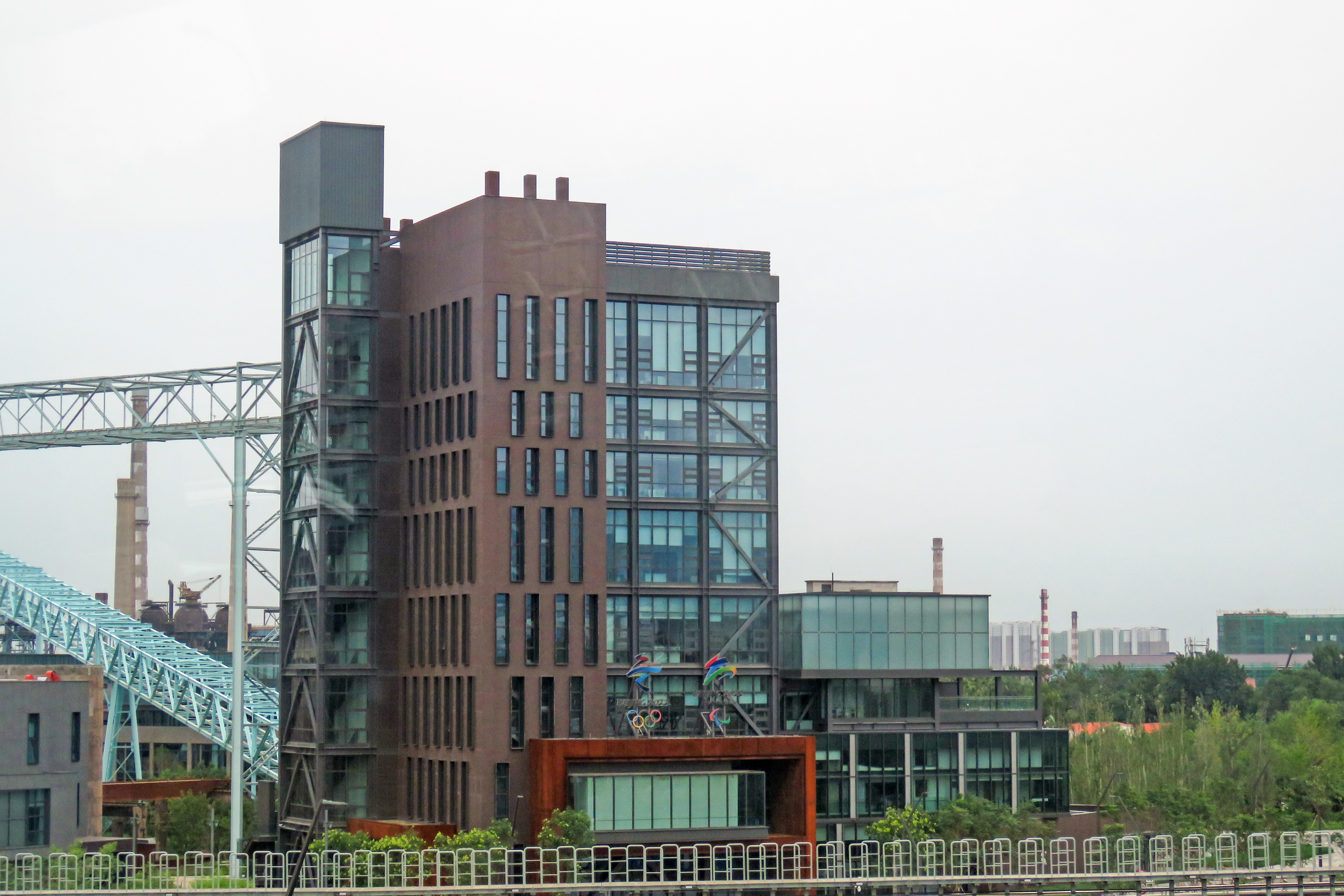
Офис оргкомитета Олимпийских игр
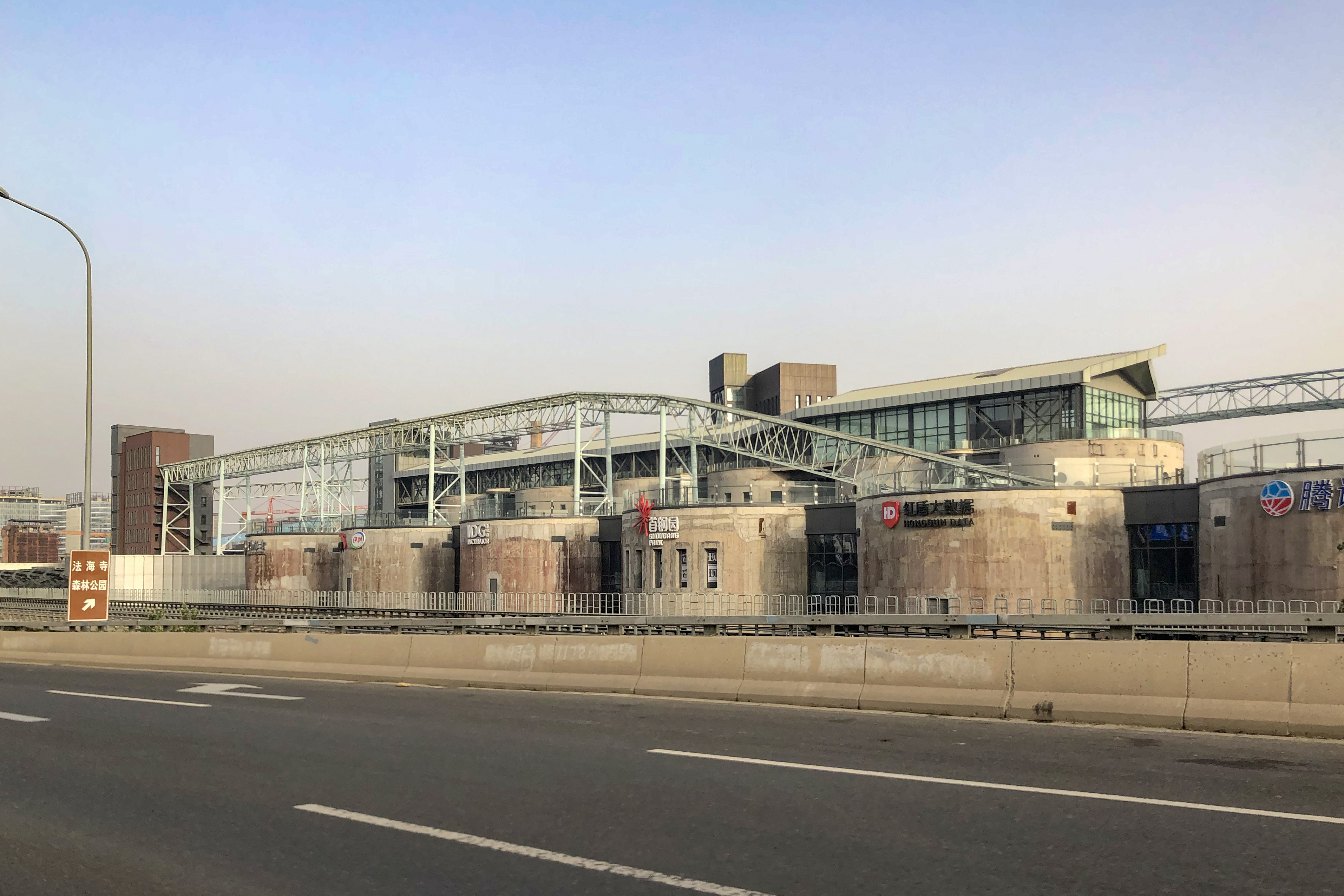
Бывший цех
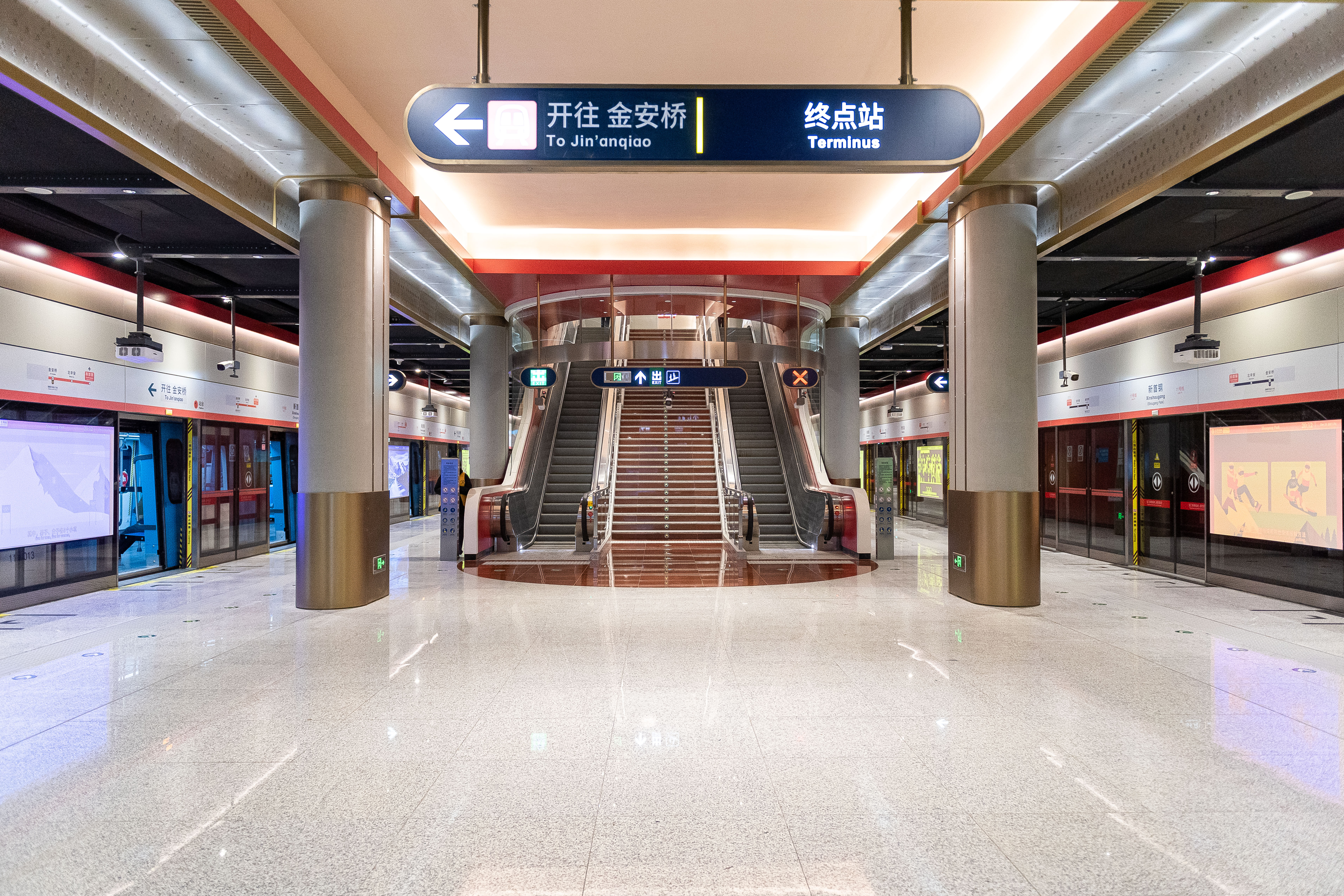
Станция метро